# Salix yezoalpina
Espèce
Classification APG III (2009)
Salix yezoalpina est une espèce de plantes à fleurs de la famille des Salicaceae. C'est un saule originaire des versants alpins de Hokkaidō, au Japon.

## Description
Salix yezoalpina est un buisson bas à feuilles caduques.